# Luciobarbus bocagei
El barbo común ibérico (Luciobarbus bocagei) es una especie de pez cipriniforme de la familia de los ciprínidos endémica de la península ibérica. Habita en las cuencas de los ríos Tajo, Duero, Voga y Mondego.
Durante los últimos años se ha producido un debate sobre su asignación a un género u otro, Barbus o Luciobarbus, o considerar estas opciones como subgéneros de Barbus. El primero representa a los barbos centroeuropeos y el segundo a los africanos, del Medio Oriente y del sur de Europa.

## Descripción
Es una especie de gran tamaño, en comparación con el resto de los ciprínidos, que puede alcanzar hasta un metro de longitud, aunque la mayoría de los ejemplares rondan los 40 centímetros. Su cuerpo es fusiforme y algo comprimido lateralmente, de color más o menos uniforme que se aclara de lomo a vientre, su coloración varía entre individuos, pudiendo ser de tonos grisáceos, parduzcos y verdosos. Los individuos jóvenes presentan motas oscuras.

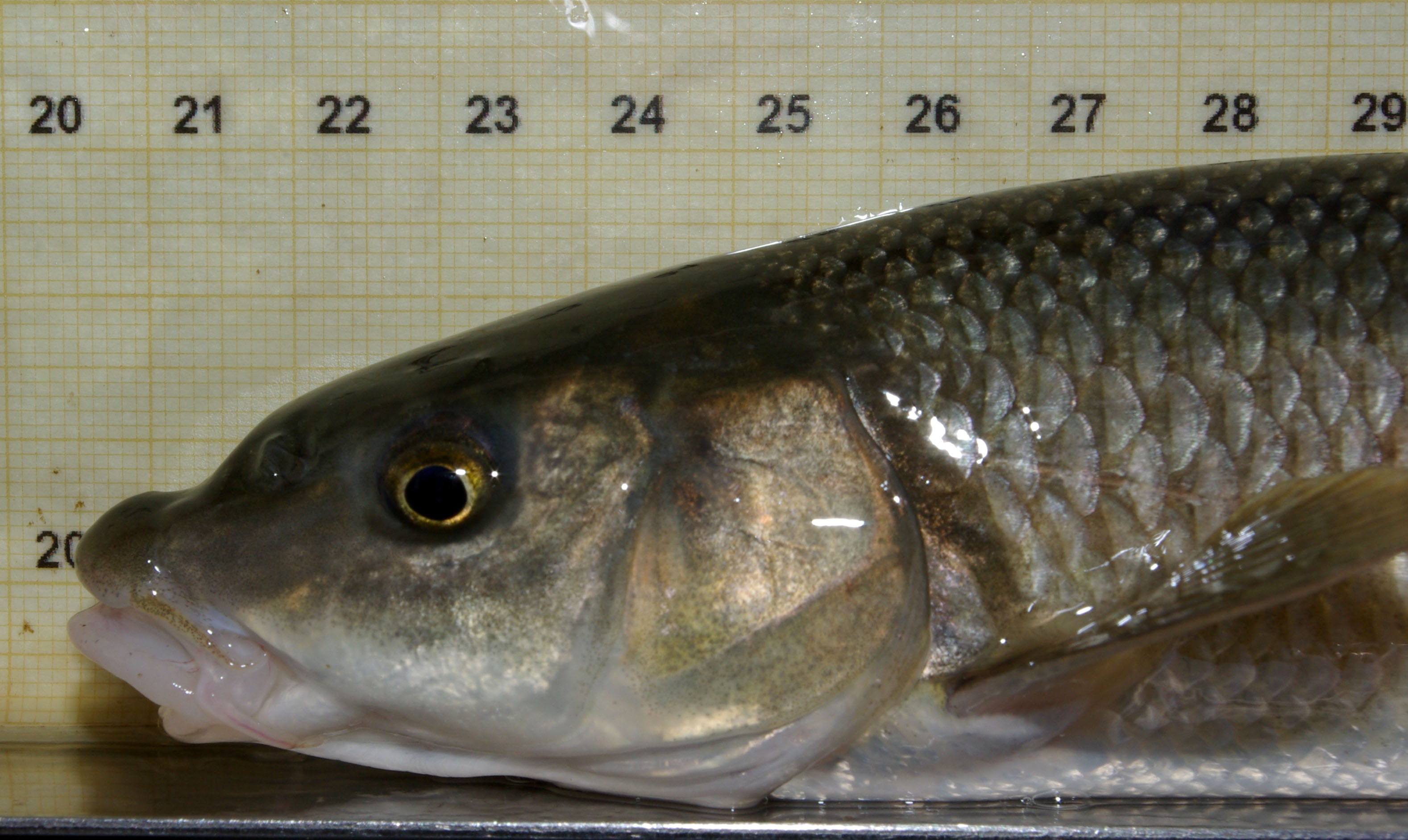
Detalle de la cabeza con la boca protráctil abierta.

Su boca que está en posición ínfera es protráctil y sin dientes, aunque tiene 9 dientes en la faringe. En la mandíbula superior tiene las cuatro bárbulas cortas que le dan su nombre común.
Sus aletas tienen la base relativamente estrecha. Su aleta caudal tiene forma de uve. El último radio de la aleta dorsal tiene denticulaciones, más profusas en los juveniles que en los adultos. La aleta anal es más larga en las hembras.
Está estrechamente emparentado con el barbo comizo del que se diferencia por tener la cabeza más corta y ancha, y las denticulaciones de la aleta dorsal más cortas pero con sus espinas más apretadas. Ambas especies coinciden en el río Tajo donde se reparten el hábitat ocupando el comizo las zonas de aguas casi estancadas. Pueden hibridar naturalmente, lo que ha dificultado los estudios filogenéticos basados en el ADN mitocondrial.

## Distribución y hábitat
Es un pez de agua dulce. Endemismo de los ríos atlánticos de la península ibérica, presente solo en las cuencas de los ríos Tajo, Duero, Voga y Mondego, y sus respectivos afluentes. También fue citado en el río Miño aunque parece haber desaparecido de su cuenca.
Es una especie típica del tramo medio de los ríos, donde las corrientes son lentas. Prefiere las zonas algo profundas, donde ocupa el fondo.

## Biología

### Comportamiento
Es una especie bentónica de costumbres solitarias, excepto en el periodo juvenil que es gregario. Tiene una alimentación omnívora, lo mismo depreda invertebrados acuáticos, con preferencia por las larvas de insectos, que consume algas y detritus del fondo.
Es una especie bastante longeva, que suele vivir más de once años, con un máximo registrado de catorce.

### Reproducción

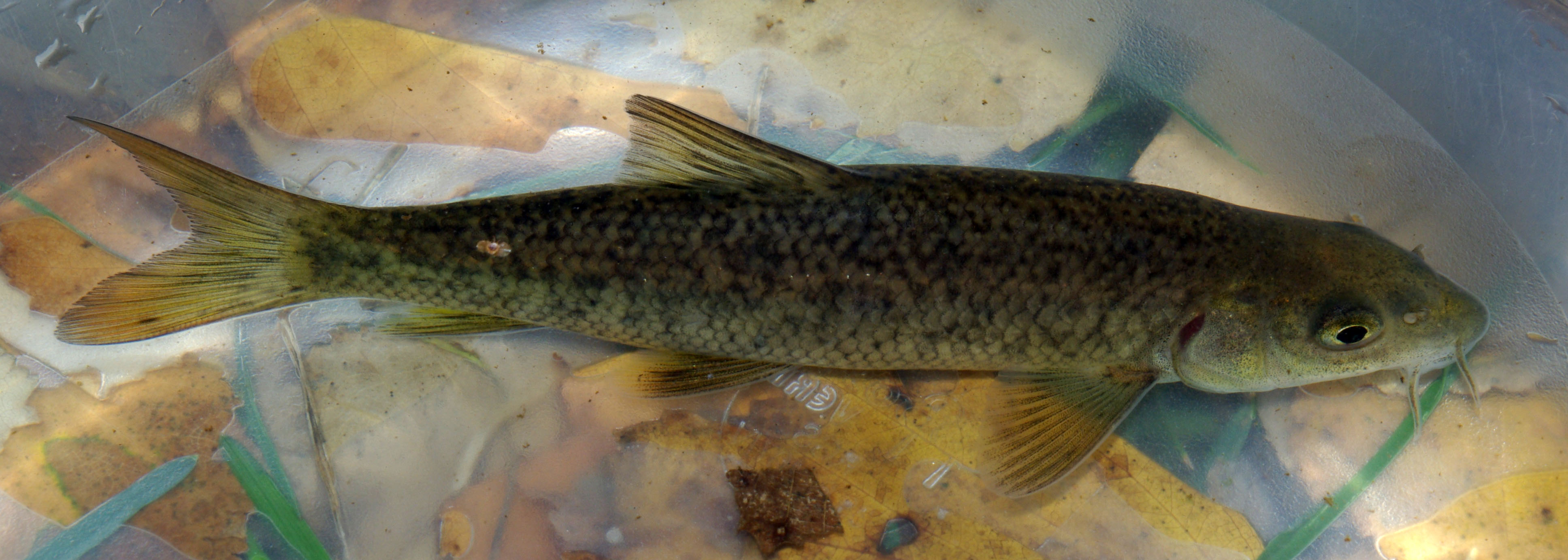
Barbo joven, con su lomo moteado.

En la época de freza, en primavera, los barbos remontan los ríos hacia zonas altas de corriente más rápida y suelo pedregoso. A los machos les sale en la cabeza tubérculos nupciales. Las hembras excavan con la aleta caudal un nido en la grava para poner entre 10.000 y 25.000 huevos, de unos 2 mm de diámetro.
Los machos alcanzan la madurez sexual a los 3 años, cuando miden alrededor de 7 cm, mientras que las hembras la alcanzan entre los 4 y los 6, cuando miden alrededor de 20 cm.

## Estado de conservación y amenazas
La especie aparece como no amenazada en el libro rojo de vertebrados españoles. Es localmente abundante aunque en estado de regresión. La principal amenaza es la introducción de depredadores foráneos como el pez gato (Ameiurus melas), la perca americana (Micropterus salmoides), el lucio (Esox lucius), el pez sol (Lepomis gibbosus) o el siluro (Silurus glanis). También amenazan a la especie la construcción de algunas infraestructuras hidráulicas como presas y canalizaciones, además de la contaminación de las aguas.